# Optimus Arca
Optimus Arca (estilizado Optimus A.R.C.A.) es un mixtape del cantante estadounidense Arcángel, publicado el 31 de octubre de 2010 como antesala a un futuro álbum de estudio. Contiene 13 canciones, siendo la única colaboración presente el dúo Zion & Lennox, mientras la producción estuvo a cargo de productores como DJ Luian, Los Metalicoz, Frabian Eli, Timelezz, Yampi y Rome. En especial, empezó una alianza con DJ Luian a partir de este mixtape.

## Lista de canciones
| N.º | Título                               | Productor(es)                      | Duración |  |
| 1.  | «Monarca de los mares»               | DJ Luian, Los Metálicos & Frabian  | 4:15     |  |
| 2.  | «Mundo de colores»                   | DJ Luian, Los Metálicos & Timelezz | 3:24     |  |
| 3.  | «Lo mio es cantar»                   | DJ Luian & Yampi                   | 3:47     |  |
| 4.  | «Todo tiene final»                   | DJ Luian & Los Metálicos           | 3:53     |  |
| 5.  | «Si tu no estás» (con Zion & Lennox) | DJ Luian & Los Metálicos           | 3:48     |  |
| 6.  | «Pendiente a lo suyo»                | DJ Luian & Timelezz                | 3:49     |  |
| 7.  | «Tengo dinero»                       | DJ Luian & Timelezz                | 4:22     |  |
| 8.  | «Como yo te hago el amor»            | DJ Luian                           | 3:50     |  |
| 9.  | «Manifiestate bailando»              | DJ Luian & Los Metálicos           | 2:58     |  |
| 10. | «Mi voz, mi estilo y mi flow»        | DJ Luian, Los Metálicos & Frabian  | 3:28     |  |
| 11. | «Panamiur»                           | DJ Luian & Rome "La Mano Negra"    | 3:16     |  |
| 12. | «Dime la verdad»                     | Los Metálicos                      | 4:47     |  |
| 13. | «Outro»                              |                                    | 1:58     |  |

## Controversias
Originalmente, la canción "Quiero Decirte" con Daddy Yankee fue grabada para este mixtape. Sin embargo, se filtró la a cappella en internet y esto trajo como consecuencia la aparición de varias versiones inoficiales.
La versión original que nunca vio la luz hasta 2017 contó con la producción de los productores Musicólogo, Menes, Luny Tunes & Hyde. 